# 珀隆山
46°15′01″N 7°12′18″E / 46.25018°N 7.204985°E
珀隆山（Mont à Perron），是瑞士的山峰，位於該國西南部，由瓦萊州負責管轄，處於伯爾尼以南80公里，該山峰海拔高度2,667米，每年平均降雨量1,395毫米。